# Лакини
Према јоги и тантри, у људском телу постоје психичке чакре. Верује се да постоји седам главних чакри које су вертикално распоређене дуж аксијалног канала (сушумна нади). Они полазе кроз све чакре од муладаре до сахасраре. Сваком од ових чакри се приписује једна од шест јогинија илити богиња. Лакини је богиња која влада над манипура чакром. Називају је доброчинством свих. 

## Манипура чакра
Манипура или чакра соларног плексуса је симболизована троуглом усмереним надоле и жутим лотосом са десет латица. Одговарајуће божанство за материјални елемент ове чакре је Агни.

## Опис
Из књиге Змијска снага Артура Авалона, Лакини је описана као,
Четворокрака је, блиставог тела, тамне је боје [схиаама] пута, одевена је у жуту одећу и украшена разним украсима, а узвишена пијењем амброзије [тј. Она пије нектар који капље из Сахасраре и уздиже се Божанском енергијом која је улива]. У једној од своје четири руке држи гром или Вајру. У својој другој руци држи стрелу избачену из лука Каме, Господара секса, у другој чакри. Њена трећа рука држи ватру. Четвртом руком Лакини Шакти формира мудру (гест руке) одобравања благодати и растеривања страха.

## Веза са другим Јогинима
Постоји седам психичких чакри људског тела које почињу од муладхаре до сахасраре. Свакој од ових чакри се приписује јогини. Уз то, кундалини представља извор снаге у муладхара чакри.  Ови јогинији су, 
| Чакра         | Божанство | Атхи Деви  | Иогини    |
| ------------- | --------- | ---------- | --------- |
| Кундалини     | Ганеша    | Винајаки   | Кундалини |
| Муладхара     | Ганеша    | Нарасимхи  | Схакини   |
| Свадхисхтхана | Брахма    | Индрани    | Какини    |
| Манипура      | Вишну     | Варахи     | Лакини    |
| Анахата       | Рудра     | Ваисхнави  | Ракини    |
| Висхуддха     | Џиватма   | Каумари    | Дакини    |
| Ајна          | Параматма | Махесхвари | Хакини    |
| Сахасрара     | Садашива  | Брахмани   | Иакини    |